# Сборник лучших хитов
Сборник лучших хитов, также альбом величайших хитов, или The Best of (с англ. — «Лучшее [из творчества]»), The Very Best of (с англ. — «Самое лучшее [из творчества]»), The Best (с англ. — «Лучшее») и Greatest Hits (с англ. — «Величайшие хиты») — распространённое название музыкальных альбомов, которые представляют собой сборники лучшего материала (по коммерческим, художественным или иным критериям), созданного тем или иным артистом. 
Музыкальные альбомы могут также называться Single Collection или включать в свои названия такие эпитеты, как Gold (с англ. — «Золотой»), Classic (с англ. — «Классический»), Essential (с англ. — «Избранное») или Ultimate (с англ. — «Окончательный»), однако иногда они вообще могут быть без таких названий.
Кроме музыкальной индустрии, названия Greatest Hits и The Best of используются с аналогичным значением и в других областях: под ним выходят сборники видеоклипов, видеоигр или телесерий, которые содержат лучшие видеоклипы, игры или телевизионные серии одного создателя соответственно.